# Алчиде Де Гаспери
Алчиде Амедео Де Гаспери (итал. Alcide De Gasperi; Пјеве Тезино, 3. април 1881 – Борго Васугана, 19. август 1954) био је италијански политичар и оснивач Хришћанске демократије, једне од најутицајнијих политичких партија у Италији до почетка 1990-их. Био је председник владе Италије од 1945. до 1953. године, што је био један од најдужих премијерских мандата у политичкој историји модерне Италије. Био је један од оснивача Европске уније уз Робера Шумана и немачког канцелара Конрада Аденауера.

## Биографија

### Младост
Рођен је у месту Пјеве Тезино, Тирол (Трентино), тада део Аустроугарске монархије. Отац му је био локални полицајац. Де Гаспери је од 1896. године био активан у социјално-хришћанском покрету. Године 1900, уписао је Факултет књижевности и филозофије у Бечу, где је одиграо важну улогу у покретању хришћанског студентског покрета. Године 1904, учествовао је у демонстрацијама на којима је захтевана већа заступљеност италијанског језика на универзитету, након чега је био затворен на 20 дана. Дипломирао је филологију 1905. године.
Од 1905. године уређивао је лист „Ла Воче Католика“, којег је 1906. заменио лист „Ил Трентино“. Залагао се за културну посебност италијанског дела Тирола, али никад није подржавао његово издвајање из Аустроугарске у корист Италије. Од 1911. до 1917. године био је посланик Народног политичког савеза Тирола у аустријском Царевинском већу. Током Првог светског рата, био је политички неутралан и живео је у Бечу. Када је део Тирола с италијанским већинским становништвом прикључен Италији, прихватио је италијанско држављанство.

### Отпор фашизму
Године 1919, био је један од оснивача Италијанске народне партије (ППИ), а од 1921. до 1924. посланик у италијанском парламенту, период обележен успоном фашизма. Првобитно је подупирао учешће ППИ у првој Мусолинијевој влади 1922. године. Како је растао Мусолинијев утицај, напослетку се сукобио с фашистима око уставних промена и њиховог вршења насиља над опозицијом; кулминација свега било је убиство социјалистичког политичара Ђакома Матеотија. ППИ се поделила 1924, а Де Гаспери је био вођа антифашистичке фракције. Ухапшен је 1927. године и осуђен на четири године робије. Здравље му се погоршало, па је пуштен из затвора у јулу 1928. године. Био је незапослен и животарио је све док преко познанстава није добио посао као каталогизатор у Ватиканској библиотеци; тамо је радио све до слома фашизма јула 1943. године.
Током Другог светског рата, основао је прву, тада илегалну, хришћанско-демократску партију, Хришћанску демократију. Јануара 1943, објавио је програм партије, а 1944. изабран је за првог секретара Хришћанске демократије.

### Премијер Италије
Након ослобођења Рима јуна 1944, био је министар без портфеља, а затим министар спољних послова. Од 1945. до 1953. године био је председник осам стабилних влада у којима је доминирала Хришћанска демократија, заједно у коалицији с Италијанском комунистичком партијом и Италијанском социјалистичком партијом. Током његовог мандата, Италија је проглашена Републиком 1946; 54% гласачког тела определило се за републиканско уређење. Био је председник италијанске делегације на париској мировној конференцији, где је успео да добије јамства за суверенитет Италије. Потписивањем мировног споразума са Савезницима 1947, Италија је међу осталим остала без пограничних подручја на истоку у корист Југославије, а Слободна територија Трста напослетку је била подељена између две државе. Остварено је чланство у НАТО-у и савезништво с САД 1949. године, што је помогло обнови италијанске привреде преко Маршаловог плана. Исте је године Италија постала чланица Европске заједнице за угаљ и челик, претече Европске уније.

#### Избори 1948.
Италијански паралментарни избори 1948. године увелико су одредили изглед политичке сцене и Италији, те односе између САД и Совјетског Савеза током Хладног рата. Након комунистичког пуча у Чехословачкој фебруара 1948, администрација САД забринуила се да би Италија на исти начин могла да потпадне под утицај Совјетског Савеза, јер су италијански комунисти имали снажну потпору међу народом. Избори су остали познати по жестокој и прљавој кампањи с обе стране, дотад невиђеној у Италији. Хришћанско-демократска пропаганда остала је позната по изјавама да у комунистичким земљама деца шаљу своје родитеље у затвор, држава је власник деце, људи једу своју децу, те да ће Италија генерално пропасти ако комунисти дођу на власт Итало-Американце су позивани да пишу својим рођацима у Италији, славни певач Френк Синатра (пореклом Италијан) охрабривао је Италијане преко радија, ЦИА је кроз црне фондове уложила 2 милиона долара у кампању Хришћанске демократије. Хришћанска демократија је наполсетку победила са 48% гласова (њен најбољи резултат икад), а комунисти су освојили упола мање од резултата избора из 1946. године. Де Гаспери је успешно формирао нову владу десног центра и био њен председник следећих пет година.

### Силазак с власти и смрт
Иако је до 1952. обезбедио велику потпору унутар партије и у влади, Де Гаспери је био критикован од стране левог крила Хришћанске демократије. Његови припадници оптуживали су га да се није довољно заложио за социјалну и економску реформу и интересе партије подредио интересима владе. Пошто Хришћанска демократија на изборима 1953. није успела да освоји већину, Де Гаспери није успео да формира већину, те је дао оставку на место премијера. Наредне године напустио је и место председника партије. Два месеца касније, умро је у Боргу Васугани, у свом родном Трентину. Сахрањен је у базилици Сан Лоренцо ван Зидина у Риму. Процес његове беатификације покренут је 1993. године.
„Де Гаспери је био против заоштравања сукоба”, рекао је његов бивши секретар и бивши премијер Ђулио Андреоти. „Он нас је учио да тражимо компромис, да посредујемо.“
Сматра се једним од оснивача Европске уније. Од самог почетка европских интеграција, Де Гаспери, Роберт Шуман и Конрад Аденауер су се редовно састајали. Помогао је у организовању Савета Европе и подржао Шуманову декларацију, која је 1951. године довела до оснивања Европске заједнице за угаљ и челик – претече у процесу европских интеграција. Године 1954, изабран је за председника претече Европског парламента, Заједничке скупштине. Иако је на крају то трансформисано у садашњи пројекат Европске уније, Де Гаспери је помогао да се развије идеја о заједничкој европској одбрамбеној политици. Године 1952, добио је Карлспрајс (Међународну награду Карла Великог града Ахена), награду немачког града Ахена људима који су допринели европској идеји и европском миру. У његову част именована је школска година 1954–1955 на Европском колеџу.